# جائزة إل
جائزة إل (جائزة "L"، تعرف أيضا بجائزة الإضاءة الساطعة) هي مسابقة تديرها وزارة الطاقة الأمريكية تهدف إلى تحفيز مصنعي الإضاءة في عمليات تطوير منتجاتهم لضمان أعلى جودة وفاعلية.

## المسابقة

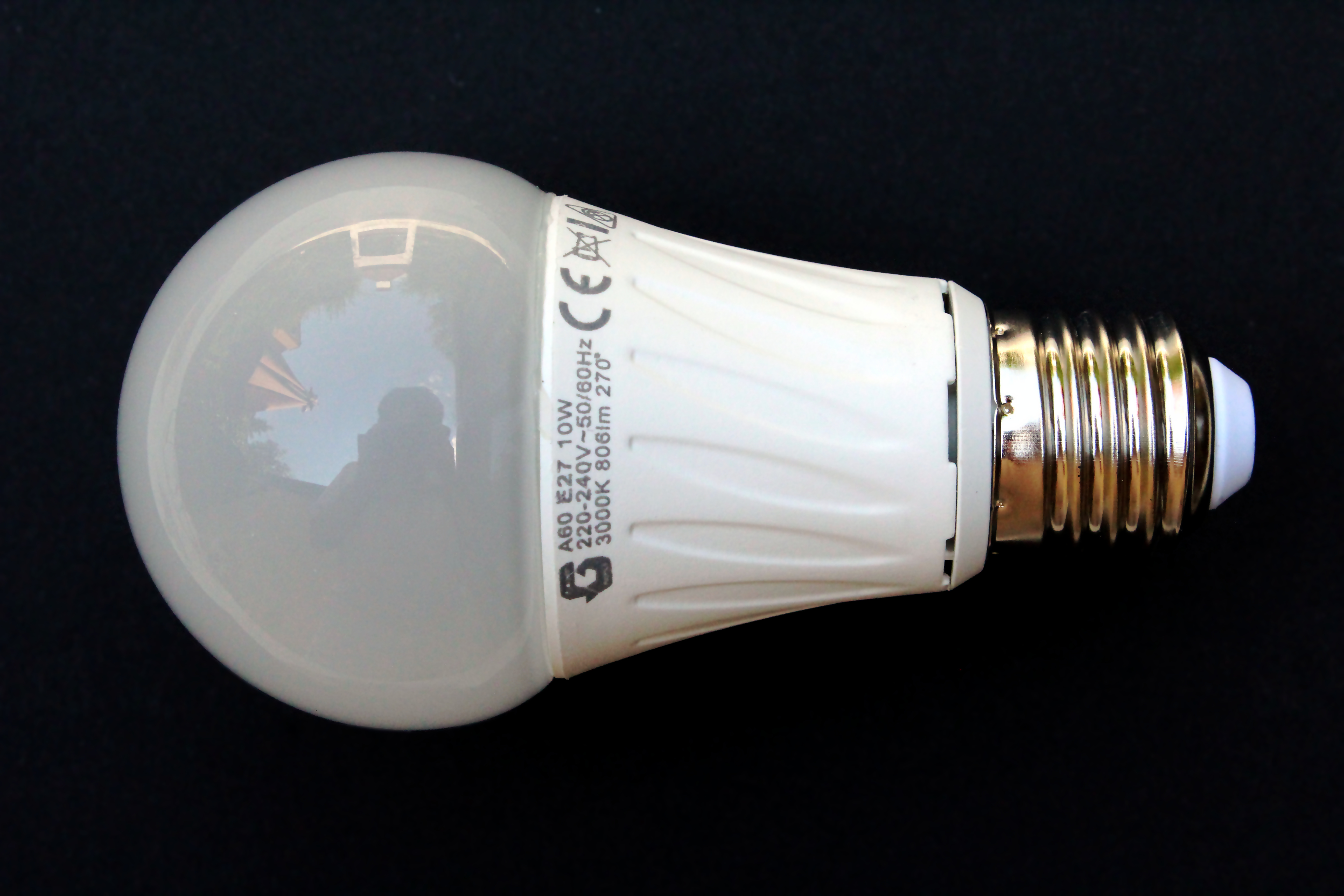
مصباح "A19"

أقيمت المسابقة الأولى في مايو 2008 في معرض Lightfair عارضة بذلك جائزتين مقابل استبدال مصباح "A19" الساطع بقدرة 60 وات ومصباح PAR 38 الهالوجيني الساطع. بلغت قيمة الجائزة الأولى المخصصة لاستبدال المصباح الأول 10 مليون دولار بحد أقصى، بينما بلغت قيمة مكافأة استبدال المصباح الثاني 5 مليون دولار بحد أقصى. كانت هناك فئة ثالثة سميت بمصباح القرن الحادي والعشرين لكن لم يتم الإعلان عنها.
قامت المسابقة بوضع شروط ومؤهلات يجب توافرها في المصابيح المتقدمة، أهمها في الجدول أدناه:
| بديل مصباح متوهج بقدرة 60 وات       | بديل مصباح الهالوجين PAR 38         | مصباح القرن الحادي والعشرين         |
| ----------------------------------- | ----------------------------------- | ----------------------------------- |
| أكبر من 90 لومن/ وات                | أكبر من 123 لومن/ وات               | أكبر من 150 لومن/ وات               |
| أقل من 10 وات                       | أقل من 11 وات                       |                                     |
| أكبر من 900 لومن/ وات               | أكبر من 1,350 لومن/ وات             | أكبر من 1,200 لومن/ وات             |
| عمرها أكبر من 25,000 ساعة           | عمرها أكبر من 25,000 ساعة           |                                     |
| أكبر من 90 على مقياس التجسيد اللوني | أكبر من 90 على مقياس التجسيد اللوني | أكبر من 90 على مقياس التجسيد اللوني |
| درجة الحرارة اللونية 2700-3000 كلفن | درجة الحرارة اللونية 2700-3000 كلفن | درجة الحرارة اللونية 2700-3000 كلفن |

## الفائز
في 3 أغسطس 2011، تم الإعلان على أن الفائز في فئة مصباح 60 وات هو مصباح ليد من صنع شركة فيليبس. بالرغم من أن قدرته لا تتجاوز 10 وات إلا أنه يستطيع إنتاج قدرا كافيا من الضوء قد يتجاوز ما ينتجه المصباح المتوهج ذو القدرة 60 وات. وفرت فيليبس بذلك ما يقرب من 83% الطاقة لتحصل على جائزة نقدية بقيمة 10 مليون دولار. تم إصدار المصباح للعامة في فبراير 2012 عن طريق بائعي الإنترنت وعن طريق متاجر البيع بالتجزئة في 22 أبريل (يوم الأرض) من نفس العام.
كان من المتوقع أن يصل السعر بعد الدعم إلى 22 دولار في السنة الأولى، 15 دولار في السنة الثانية و 8 في السنة الثالثة لكن لم يحدث ذلك حيث تم عرض المصابيح بسعر 50$-60$ بدون أي خصومات من يوليو 2012. بحلول مارس 2013، بدأ هوم ديبوت بعرض المصابيح بسعر 15 دولار في المتاجر. تم بيع المصباح في العديد من المتاجر، لكن تم وقف خط إنتاج صناعة المصباح. 

## التقنية

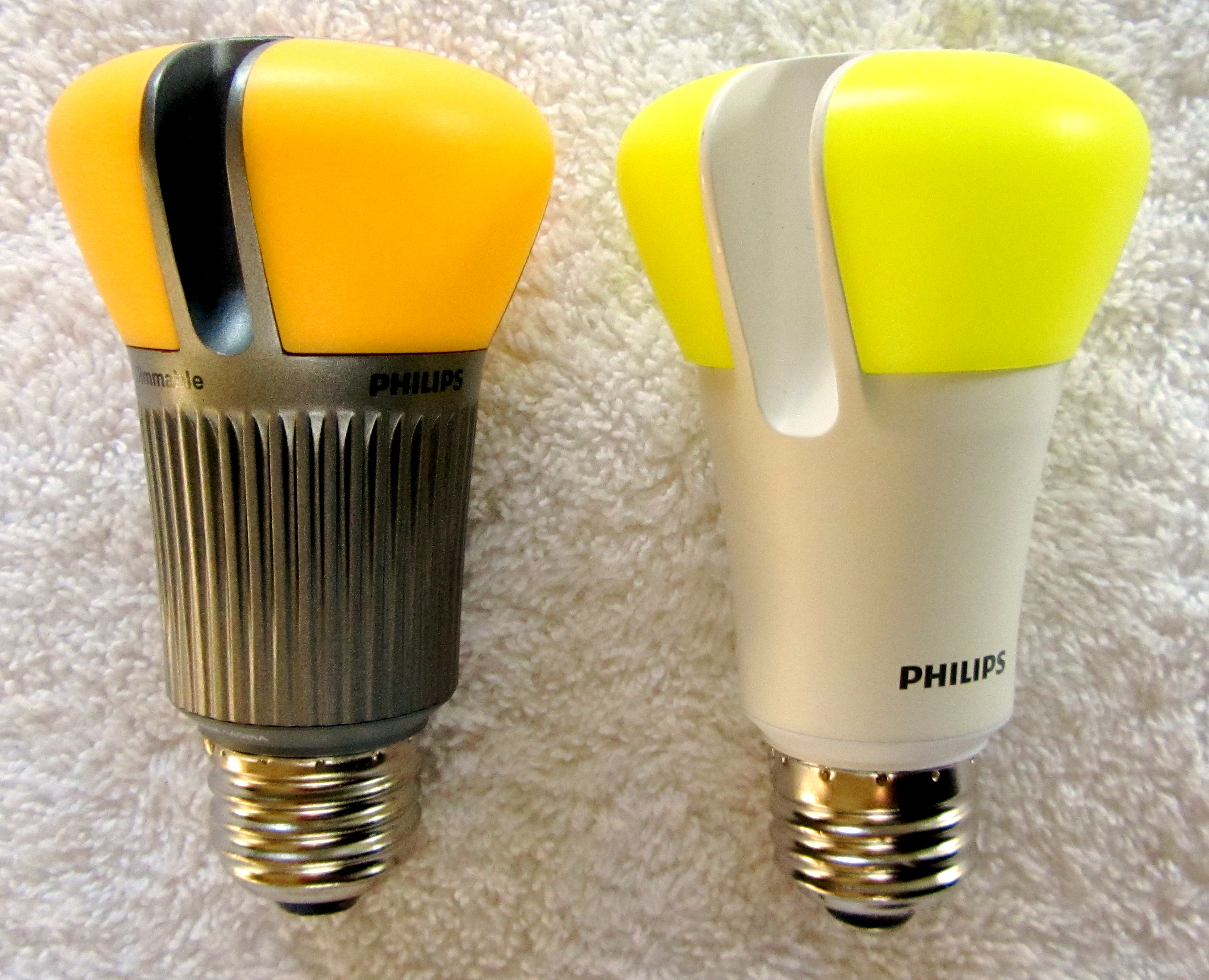
المصباح الفائز بجائزة "L" على اليمين مع بديلة السابق على اليسار

استطاع المصباح الفائز أن يحقق جميع الشروط والمواصفات المطلوبة باستخدام مصابيح ليد حمراء وزرقاء تثير الفسفور الأصفر منتجة بذلك اللون المطلوب، على عكس باقي مصابيح الليد الأخرى التي تنتج ضوء أبيض مفتقرا بذلك كل الخصائص المطلوبة لجائزة إل. 
| مصباح فيليبس بديل مصباح 60 وات             |                         |
| ------------------------------------------ | ----------------------- |
| اختبار وزارة الطاقة الأمريكية              | العلامة للمستهلك        |
| 93.4 لومن/ وات                             | 94 لومن/ وات            |
| 9.7 وات                                    | 10 وات                  |
| 910 لومن                                   | 940 لومن                |
| 97.1% لومن، 25,000 ساعة. (مستوى الثقة 95%) |                         |
| درجة الحرارة اللونية 93                    | درجة الحرارة اللونية 92 |
| درجة الحرارة اللونية 2727 كلفن             | 2700 كلفن               |

## المستقبل

### مسابقة PAR 38
تم إعادة تنظيم قواعد المسابقة الضوئية PAR38 في يوليو 2012، مع الحفاظ على نفس المواصفات الرئيسية. في 13 يونيو 2014، تم تعليق المنافسة.

### مصباح القرن الحادي والعشرون
في 1 أغسطس 2011، أعلنت شركة كري أنها نجحت في تصنيع مصباح يتجاوز مواصفات وزارة الطاقة وأنه سوف يصبح هو مصباح القرن الحادي والعشرين. ينتج المصباح 1,300 ليومن ما يعادل 152 لومن لكل وات و درجة حرارة اللون 2,800 كلفن.
على الرغم من تأكيدهم إصدار المصباح ابتداءا من مارس 2013، إلا أن ذلك لم يحدث حتى الآن. 